# 1477 en littérature
| Années de la littérature : 1474 - 1475 - 1476 - 1477 - 1478 - 1479 - 1480    |
| Décennies de la littérature : 1440 - 1450 - 1460 - 1470 - 1480 - 1490 - 1500 |

Cet article présente les faits marquants de l'année 1477 en littérature.

## Évènements
- Melozzo da Forlì peint la fresque Sixte IV nommant l'humaniste Platina conservateur de la Bibliothèque du Vatican[1].

## Parutions

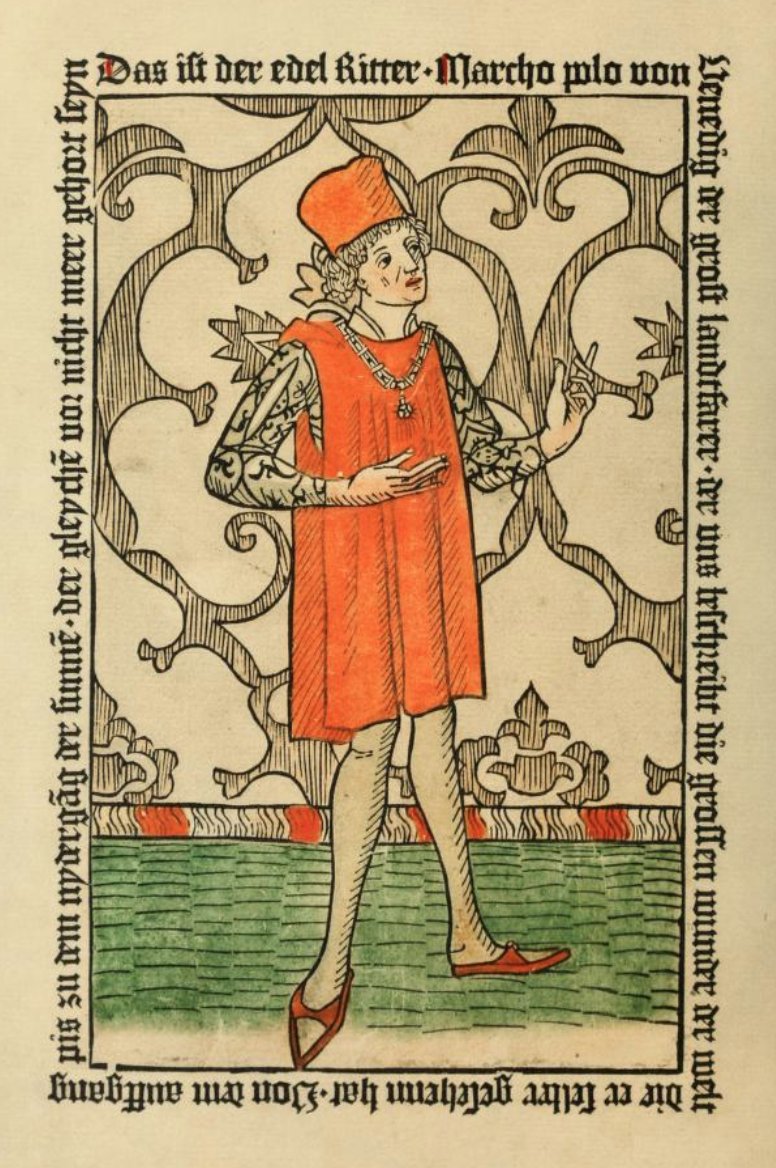
« Ceci est le célèbre chevalier, Marco Polo de Venise, le plus grand des voyageurs nous décrit les grandes merveilles du monde qu'il a vues de ses yeux. Du levant au couchant, on n'entendra plus jamais rien de semblable » (frontispice de la 1e édition imprimée, Nuremberg, 1477).

### Ouvrages didactiques
- 16 janvier : l'imprimeur Pasquier Bonhomme publie à Paris le premier livre en français, les Grandes Chroniques de France[2],[3].

- Première édition imprimée du Livre de Marco Polo, à Nuremberg (Allemagne)[4].
- Publication  à Venise de Historia rerum ubique gestarum « l’Histoire des choses », une cosmographie du pape Pie II[5].

- Niccolò di Lorenzo publie à Florence Monte Santo di Dio d'Antonio Bettini, illustré de trois gravures sur cuivre en taille-douce de Baccio Baldini d'après Sandro Botticelli[6].
- Francesco Florio compose un Éloge de Tours en latin (De probatione Turonica) ; on rencontre pour la première fois l'expression « jardin de la France » (Franciæ viridarium) pour désigner la Touraine[7].

### Poésie
- Thomas Norton écrit un poème alchimique en moyen anglais, The Ordinal of Alchemy (L'Ordinaire d'Alchimie)[8].
- Vers 1477 : Harry l'Aveugle écrit The Actes and Deidis of the Illustre and Vallyeant Campioun Schir William Wallace, connu sous le nom de The Wallace, poème narrant la vie de l'indépendantiste écossais William Wallace[9].

## Naissances
- 3 février : Pierio Valeriano, humaniste italien, un des pionniers de l'étude des hiéroglyphes égyptiens, mort en 1558.
- 4 juillet : Johann Turmair, érudit humaniste et chroniqueur allemand, mort le 9 janvier 1534.
- 12 juillet : Jacopo Sadoleto, cardinal, humaniste et écrivain italien, mort le 18 octobre 1547.

- Agacio Guidacerio, philologue italien, professeur d'hébreu à Rome puis à Paris, mort en 1542.

## Décès
- 29 janvier : Grzegorz de Sanok prélat polonais, poète, critique de la philosophie scolastique, né en 1406.
- 12 novembre : Pier Candido Decembrio, humaniste italien, né le 24 octobre 1399.
- Ludwig Dringenberg, religieux allemand, pédagogue et humaniste, né en 1410.